# QE2 (album)
Pour les articles homonymes, voir QE2.
Albums de Mike Oldfield
Platinum
(1979) Five Miles Out
(1982)
Singles
1. Arrival
Sortie : 12 septembre 1980
2. Sheba/Wonderful Land
Sortie : 28 novembre 1980

QE2 est le sixième album du musicien britannique Mike Oldfield. Il est sorti le 31 octobre 1980 et fut coproduit par Oldfield et David Hentschel, qui a notamment travaillé avec le groupe Genesis. Hentschel joue aussi de la batterie, des synthétiseurs et chante sur l'album.

## Historique
- Cet album fut enregistré dans le studio que Mike Oldfield a fait construire dans sa maison (Tilehouse) de Denham dans le Buckinghamshire en Angleterre[1].
- Le nom de l'album et du morceau éponyme fait référence de manière explicite au paquebot britannique Queen Elizabeth 2.
- Le morceau QE2 était à l'origine scindé en deux mouvements : le premier, QE2, est composé par Oldfield et Hentschel, et le second, QE2 finale, par Oldfield uniquement.
- Sur l'album, plusieurs morceaux sont des reprises. Cette pratique était déjà mise en œuvre par Oldfield, notamment avec In dulci jubilo en 1975 et Blue Peter en 1979. Ceci est dû au fait que la maison de disques Virgin attend d'Oldfield des compositions à potentiel commercial. Ainsi, Arrival est une reprise d'un instrumental d'ABBA, extrait de l'album Arrival ; Wonderful land est une réinterprétation d'un célèbre instrumental composé par les Shadows dans les années 1960 ; enfin, Conflict reprend une phrase musicale de La Badinerie de Jean-Sébastien Bach.
- L'album QE2 est aussi connu pour être le premier album d'Oldfield auquel participe la chanteuse Maggie Reilly.
- Sur les morceaux Taurus 1 et Sheba, la batterie est tenue par Phil Collins, membre du groupe Genesis.
- Le dernier morceau, Molly, est dédié à Molly Oldfield, la première fille et enfant que Mike Oldfield eut avec Sally Cooper en 1980.
- Sur la version Deluxe de l'album, on retrouve une version remastérisée de l'album de 1980. On peut aussi entendre un certain nombre d'inédit dont une variation du morceau Sheba. Sur le second CD, on découvre un live inédit enregistré lors de la tournée The European Adventure Tour, le 1er avril 1981 en Allemagne, à Essen.
- QE2 se classa à la 174e place du Billboard 200 et à la 27e place des charts britanniques.

## Liste des titres

### Version originale
Face 1
| No | Titre    | Auteur                          | Durée |
| -- | -------- | ------------------------------- | ----- |
| 1. | Taurus 1 | Mike Oldfield                   | 10:17 |
| 2. | Sheba    | Oldfield                        | 3:32  |
| 3. | Conflict | Oldfield                        | 2:48  |
| 4. | Arrival  | Benny Andersson / Björn Ulvaeus | 2:45  |

Face 2
| No | Titre          | Auteur                     | Durée |
| -- | -------------- | -------------------------- | ----- |
| 1. | Wonderful Land | Jerry Lordan               | 3:37  |
| 2. | Mirage         | Oldfield                   | 4:39  |
| 3. | QE2/QE2 Finale | Oldfield / David Hentschel | 7:39  |
| 4. | Celt           | Oldfield / Tim Cross       | 3:04  |
| 5. | Molly          | Oldfield                   | 1:13  |

### Version Deluxe 2012 remastérisée
Disc 1
1. "Taurus 1"  - 10:16
2. "Sheba"  - 3:32
3. "Conflict"  - 2:48
4. "Arrival"  - 2:45
5. "Wonderful Land"  - 3:37
6. "Mirage"  - 4:39
7. "QE2" - 7:37
8. "Celt"  - 3:03
9. "Molly"  - 1:16
10. "Polka" - 3:34
11. "Wonderful Land" (single version) - 2:50
12. "Shiva" - 3:34

#### Disc 2 – Live from the European Adventure Tour
1. "Taurus 1" - 11:11
2. "Sheba" - 3:28
3. "Mirage" - 5:01
4. "Conflict" - 5:16
5. "Ommadawn" - 21:45
6. "Punkadiddle" - 5:24
7. "Tubular Bells {Part One}" - 18:30
8. "QE2" - 4:55
9. "Portsmouth" - 2:28

## Musiciens
- Mike Oldfield : Guitare acoustique, guitare électrique, guitare espagnole, mandoline, basse, banjo, harpe celtique, vocodeur, synthétiseurs, tambours africains, drum machine Linn-LM1, marimba, percussions, vibraphone
- Tim Cross : piano, synthétiseurs
- David Hentschel : synthétiseurs, batterie, chœurs, arrangements des cuivres
- Morris Pert : batterie
- Phil Collins : batterie sur Taurus 1 et Sheba
- Mike Frye : percussions africaines, timbales, vocoder, batterie, cymbale charleston
- Maggie Reilly : chant
- Raul d'Oliveira : trompette
- Guy Barker : trompette
- Paul Nieman : trombone
- Philip Todd : saxophone ténor
- English Chorale : chœurs
- Dick Studt : cordes
- David Bedford : Arrangements des cordes et de la chorale

## Charts & certifications
| Pays        | Durée du classement | Meilleur classement |
| ----------- | ------------------- | ------------------- |
| Allemagne   | 59 semaines         | 12e                 |
| Autriche    | 18 semaines         | 8e                  |
| Espagne     | 2 semaines          | 45e                 |
| États-Unis  | 3 semaines          | 174e                |
| Norvège     | 3 semaines          | 23e                 |
| Royaume-Uni | 12 semaines         | 27e                 |

| Pays        | Certification | Ventes    | Date       |
| ----------- | ------------- | --------- | ---------- |
| Allemagne   | Or            | 250 000 + | 1981       |
| Espagne     | Or            | 50 000 +  | —          |
| Royaume-Uni | Or            | 100 000 + | 01/12/1994 |